# Großer Preis von Australien 2024
Der Große Preis von Australien 2024 (offiziell Formula 1 Rolex Australian Grand Prix 2024) fand am 24. März auf dem Albert Park Circuit in Melbourne statt und war das dritte Rennen der Formel-1-Weltmeisterschaft 2024.

## Bericht

### Hintergründe
Nach dem Großen Preis von Saudi-Arabien führte Max Verstappen in der Fahrerwertung mit 15 Punkten vor Sergio Pérez und mit 23 Punkten vor Charles Leclerc. In der Konstrukteurswertung führte Red Bull mit 38 Punkten vor Ferrari und mit 59 Punkten vor McLaren-Mercedes.
Beim Großen Preis von Australien stellte Pirelli den Fahrern mit den Reifenmischungen C3 (weiß), C4 (gelb) und C5 (rot) die weichsten Mischungen im Sortiment sowie Cinturato Intermediates (grün) und Cinturato Full-Wets (blau) für nasse Bedingungen zur Verfügung.
Carlos Sainz jr. kehrte an diesem Rennwochenende in sein Cockpit bei Ferrari zurück.
Pérez (acht), Logan Sargeant (sechs), Lance Stroll (fünf), Lewis Hamilton, George Russell (jeweils vier), Yuki Tsunoda, Nico Hülkenberg, Kevin Magnussen (jeweils drei), Verstappen, Sainz jr., Valtteri Bottas und Zhou Guanyu (jeweils zwei) gingen mit Strafpunkten ins Rennwochenende.
Mit Hamilton (zweimal), Fernando Alonso, Bottas, Verstappen und Leclerc (jeweils einmal) traten fünf ehemalige Sieger zu diesem Grand Prix an.
Als Rennkommissare für dieses Rennwochenende fungierten Tim Mayer (USA), Matteo Perini (ITA), Johnny Herbert (GBR) und Matthew Selley (AUS).

### Training
Im ersten freien Training war Lando Norris mit einer Zeit von 1:18,564 Minuten Schnellster vor Verstappen und Russell. Das Training wurde zwischenzeitlich durch einen Unfall von Alexander Albon unterbrochen.
Im zweiten freien Training fuhr Leclerc mit 1:17,277 Minuten die Bestzeit vor Verstappen und Sainz jr.
Da das Chassis von Albons Wagen durch seinen Unfall im ersten Training zu stark beschädigt wurde und Williams kein Ersatzchassis parat hatte, entschied das Team, Albon den Wagen seines Teamkollegen Sargeant zu geben und diesen für den Rest des Wochenendes zurückzuziehen.
Im dritten freien Training fuhr erneut Leclerc mit einer 1:16,714 Minuten die Bestzeit vor Verstappen und Sainz jr.

### Qualifying
Das Qualifying bestand aus drei Teilen mit einer Nettolaufzeit von 45 Minuten. Im ersten Qualifying-Segment (Q1) hatten die Fahrer 18 Minuten Zeit, um sich für das Rennen zu qualifizieren. Alle Fahrer, die im ersten Abschnitt eine Zeit erzielten, die maximal 107 Prozent der schnellsten Rundenzeit betrug, qualifizierten sich für den Grand Prix. Die besten 15 Fahrer erreichten den nächsten Qualifikationsabschnitt. Sainz jr. war Schnellster. Zhou, Daniel Ricciardo, Pierre Gasly und Hülkenberg schieden aus.
Der zweite Abschnitt (Q2) dauerte 15 Minuten. Die schnellsten zehn Piloten qualifizierten sich für den dritten Teil des Qualifyings. Sainz jr. war erneut Schnellster. Esteban Ocon, Magnussen, Bottas, Albon und Hamilton schieden aus.
Der letzte Abschnitt (Q3) ging über eine Zeit von zwölf Minuten, in denen die ersten zehn Startpositionen vergeben wurden. Verstappen erzielte mit einer Zeit von 1:15,915 Minuten die Bestzeit vor Sainz jr. und Pérez, der jedoch durch das Behindern von Hülkenberg eine Strafe bekam, wodurch er 3 Plätze nach hinten versetzt wurde. Für Verstappen war es die 35. Pole-Position seiner Formel-1-Karriere.

### Rennen
Vor dem Rennen wurden am Auto von Ricciardo die zweite Einheit für den Verbrennungsmotor, der Turbolader, die MGU-H und MGU-K sowie die dritte Einheit für die Abgasanlage verbaut. Der australische RB-Fahrer wurde in der Startaufstellung nicht bestraft, da die neu installierten Komponenten zu denen gehörten, die im Rahmen der im technischen Reglement festgelegten Höchstzahl verwendet werden konnten. An Zhou´s Auto wurde ein neuer Ersatz-Frontflügel eingebaut, zusammen mit Änderungen an der Aufhängung. Die Elemente wurden mit anderen Spezifikationen als den ursprünglich verwendeten installiert und mit Zustimmung des technischen Delegierten des Verbandes während der Parc-fermé-Regelung ausgetauscht. Zhou musste daher aus der Boxengasse starten.
Verstappen behielt beim Start zunächst die Führung vor Sainz jr., wurde von diesem allerdings bereits in der zweiten Runde überholt, nachdem Verstappen über Bremsprobleme berichtet hatte. In der dritten Runde musste Verstappen das Rennen dann wegen einer defekten Bremsscheibe aufgeben. Dies war sein erster Ausfall seit dem Großen Preis von Australien 2022. In Runde 15 gab dann auch Hamilton wegen Motorproblemen auf. In der Schlussphase des Rennens kämpfte Russell um den sechsten Platz gegen Alonso. In der vorletzten Runde hatte Russell dann einen heftigen Unfall in Kurve 6 und schied wie sein Teamkollege Hamilton aus. Da Russell mitten auf der Strecke stehen blieb, wurde das Rennen unter dem virtuellen Safety-Car beendet.
Sainz jr. gewann schlussendlich das Rennen vor Leclerc und Norris. Das war sein erster Sieg seit dem Großen Preis von Singapur 2023 und sein dritter Sieg insgesamt. Die restlichen Punkteplatzierungen erreichten Oscar Piastri, Pérez, Alonso, Stroll, Tsunoda, Hülkenberg und Magnussen. In der letzten Runde fuhr Leclerc die schnellste Rennrunde und sicherte sich dafür einen Extrapunkt. Für Norris war es im 107. Rennen die 14. Podestplatzierung und somit überholte er Nick Heidfelds Rekord für einen Fahrer mit den meisten Podestplätzen ohne Sieg.
Nach dem Rennen wurde Alonso wegen gefährlichen Fahrens und der Verursachung des Unfalls von Russell mit einer Durchfahrtsstrafe bestraft, welche in eine 20-Sekunden-Zeitstrafe umgewandelt wurde, er rutschte dadurch vom sechsten auf den achten Platz. Tsunoda holte indes die ersten Punkte für RB.
In der Fahrerwertung behielt Verstappen die Führung vor Leclerc und Pérez, während Red Bull die Führung in der Konstrukteurswertung vor Ferrari und McLaren-Mercedes behielt.

## Meldeliste
| Team                          | Nr. | Fahrer           | Chassis                           | Motor      | Reifen |
| ----------------------------- | --- | ---------------- | --------------------------------- | ---------- | ------ |
| Oracle Red Bull Racing        | 01  | Max Verstappen   | Red Bull Racing RB20              | Honda RBPT | P      |
| Oracle Red Bull Racing        | 11  | Sergio Pérez     | Red Bull Racing RB20              | Honda RBPT | P      |
| Mercedes-AMG Petronas F1 Team | 63  | George Russell   | Mercedes-AMG F1 W15 E Performance | Mercedes   | P      |
| Mercedes-AMG Petronas F1 Team | 44  | Lewis Hamilton   | Mercedes-AMG F1 W15 E Performance | Mercedes   | P      |
| Scuderia Ferrari              | 16  | Charles Leclerc  | Ferrari SF-24                     | Ferrari    | P      |
| Scuderia Ferrari              | 55  | Carlos Sainz jr. | Ferrari SF-24                     | Ferrari    | P      |
| McLaren F1 Team               | 81  | Oscar Piastri    | McLaren MCL38                     | Mercedes   | P      |
| McLaren F1 Team               | 04  | Lando Norris     | McLaren MCL38                     | Mercedes   | P      |
| Aston Martin Aramco F1 Team   | 18  | Lance Stroll     | Aston Martin AMR24                | Mercedes   | P      |
| Aston Martin Aramco F1 Team   | 14  | Fernando Alonso  | Aston Martin AMR24                | Mercedes   | P      |
| BWT Alpine F1 Team            | 31  | Esteban Ocon     | Alpine A524                       | Renault    | P      |
| BWT Alpine F1 Team            | 10  | Pierre Gasly     | Alpine A524                       | Renault    | P      |
| Williams Racing               | 23  | Alexander Albon  | Williams FW46                     | Mercedes   | P      |
| Williams Racing               | 02  | Logan Sargeant   | Williams FW46                     | Mercedes   | P      |
| Visa Cash App RB F1 Team      | 03  | Daniel Ricciardo | RB VCARB 01                       | Honda RBPT | P      |
| Visa Cash App RB F1 Team      | 22  | Yuki Tsunoda     | RB VCARB 01                       | Honda RBPT | P      |
| Kick Sauber F1 Team           | 77  | Valtteri Bottas  | KICK Sauber C44                   | Ferrari    | P      |
| Kick Sauber F1 Team           | 24  | Zhou Guanyu      | KICK Sauber C44                   | Ferrari    | P      |
| MoneyGram Haas F1 Team        | 20  | Kevin Magnussen  | Haas VF-24                        | Ferrari    | P      |
| MoneyGram Haas F1 Team        | 27  | Nico Hülkenberg  | Haas VF-24                        | Ferrari    | P      |

Anmerkungen
1. ↑  Nach einem Unfall von Albon in FT1 wurde Sargeant für den Rest des Rennwochenendes zurückgezogen, da Williams nur noch für ein Fahrzeug ein Chassis hatte.
2. ↑  Aufgrund eines Verbots für Glücksspielwerbung beim Großen Preis von Australien trat Kick Sauber ohne Titelsponsor Stake an.

## Klassifikationen

### Qualifying
| Pos.                                                                      | Fahrer           | Konstrukteur                 | Q1       | Q2       | Q3       | Start |
| ------------------------------------------------------------------------- | ---------------- | ---------------------------- | -------- | -------- | -------- | ----- |
| 01                                                                        | Max Verstappen   | Red Bull Racing-Honda RBPT   | 1:16,819 | 1:16,387 | 1:15,915 | 01    |
| 02                                                                        | Carlos Sainz jr. | Ferrari                      | 1:16,731 | 1:16,189 | 1:16,185 | 02    |
| 03                                                                        | Sergio Pérez     | Red Bull Racing-Honda RBPT   | 1:16,805 | 1:16,631 | 1:16,274 | 06    |
| 04                                                                        | Lando Norris     | McLaren-Mercedes             | 1:17,430 | 1:16,750 | 1:16,315 | 03    |
| 05                                                                        | Charles Leclerc  | Ferrari                      | 1:16,984 | 1:16,304 | 1:16,435 | 04    |
| 06                                                                        | Oscar Piastri    | McLaren-Mercedes             | 1:17,369 | 1:16,601 | 1:16,572 | 05    |
| 07                                                                        | George Russell   | Mercedes                     | 1:17,062 | 1:16,901 | 1:16,724 | 07    |
| 08                                                                        | Yuki Tsunoda     | RB-Honda RBPT                | 1:17,356 | 1:16,791 | 1:16,788 | 08    |
| 09                                                                        | Lance Stroll     | Aston Martin Aramco-Mercedes | 1:17,376 | 1:16,780 | 1:17,072 | 09    |
| 10                                                                        | Fernando Alonso  | Aston Martin Aramco-Mercedes | 1:16,991 | 1:16,710 | 1:17,552 | 10    |
| 11                                                                        | Lewis Hamilton   | Mercedes                     | 1:17,499 | 1:16,960 | –        | 11    |
| 12                                                                        | Alexander Albon  | Williams-Mercedes            | 1:17,130 | 1:17,167 | –        | 12    |
| 13                                                                        | Valtteri Bottas  | Kick Sauber-Ferrari          | 1:17,543 | 1:17,340 | –        | 13    |
| 14                                                                        | Kevin Magnussen  | Haas-Ferrari                 | 1:17,709 | 1:17,427 | –        | 14    |
| 15                                                                        | Esteban Ocon     | Alpine-Renault               | 1:17,617 | 1:17,697 | –        | 15    |
| 16                                                                        | Nico Hülkenberg  | Haas-Ferrari                 | 1:17,976 | –        | –        | 16    |
| 17                                                                        | Pierre Gasly     | Alpine-Renault               | 1:17,982 | –        | –        | 17    |
| 18                                                                        | Daniel Ricciardo | RB-Honda RBPT                | 1:18,085 | –        | –        | 18    |
| 19                                                                        | Zhou Guanyu      | Kick Sauber-Ferrari          | 1:18,188 | –        | –        | Box   |
| 107-Prozent-Zeit: 1:22,371 min (bezogen auf Q1-Bestzeit von 1:16,731 min) |                  |                              |          |          |          |       |

Anmerkungen
1. ↑  Pérez erhielt eine Startplatzstrafe von drei Plätzen, da er Hülkenberg in Q1 behindert hatte.
2. ↑  Zhou musste aus der Boxengasse starten, da er einen Ersatz-Frontflügel wegen seines Unfalls in Q1 austauschen musste, der nicht den Spezifikationen entsprach.

### Rennen
| Pos.                                                              | Fahrer           | Konstrukteur                 | Runden | Stopps | Zeit        | Start | Schnellste Runde |
| ----------------------------------------------------------------- | ---------------- | ---------------------------- | ------ | ------ | ----------- | ----- | ---------------- |
| 01                                                                | Carlos Sainz jr. | Ferrari                      | 58     | 2      | 1:20:26,843 | 02    | 1:20,031 (48.)   |
| 02                                                                | Charles Leclerc  | Ferrari                      | 58     | 2      | + 2,366     | 04    | 1:19,813 (56.)   |
| 03                                                                | Lando Norris     | McLaren-Mercedes             | 58     | 2      | + 5,904     | 03    | 1:19,915 (49.)   |
| 04                                                                | Oscar Piastri    | McLaren-Mercedes             | 58     | 2      | + 35,770    | 05    | 1:20,199 (54.)   |
| 05                                                                | Sergio Pérez     | Red Bull Racing-Honda RBPT   | 58     | 2      | + 56,309    | 06    | 1:20,388 (47.)   |
| 06                                                                | Lance Stroll     | Aston Martin Aramco-Mercedes | 58     | 2      | + 1:33,222  | 09    | 1:20,930 (49.)   |
| 07                                                                | Yuki Tsunoda     | RB-Honda RBPT                | 58     | 2      | + 1:35,601  | 08    | 1:21,134 (46.)   |
| 08                                                                | Fernando Alonso  | Aston Martin Aramco-Mercedes | 58     | 2      | + 1:40,992  | 10    | 1:20,493 (52.)   |
| 09                                                                | Nico Hülkenberg  | Haas-Ferrari                 | 58     | 2      | + 1:44,553  | 16    | 1:21,145 (46.)   |
| 10                                                                | Kevin Magnussen  | Haas-Ferrari                 | 57     | 2      | + 1 Runde   | 14    | 1:21,082 (44.)   |
| 11                                                                | Alexander Albon  | Williams-Mercedes            | 57     | 2      | + 1 Runde   | 12    | 1:21,618 (46.)   |
| 12                                                                | Daniel Ricciardo | RB-Honda RBPT                | 57     | 2      | + 1 Runde   | 18    | 1:21,239 (46.)   |
| 13                                                                | Pierre Gasly     | Alpine-Renault               | 57     | 2      | + 1 Runde   | 17    | 1:21,090 (51.)   |
| 14                                                                | Valtteri Bottas  | Kick Sauber-Ferrari          | 57     | 2      | + 1 Runde   | 13    | 1:21,422 (48.)   |
| 15                                                                | Zhou Guanyu      | Kick Sauber-Ferrari          | 57     | 2      | + 1 Runde   | Box   | 1:21,327 (49.)   |
| 16                                                                | Esteban Ocon     | Alpine-Renault               | 57     | 3      | + 1 Runde   | 15    | 1:21,354 (45.)   |
| 17                                                                | George Russell   | Mercedes                     | 56     | 2      | + 2 Runden  | 07    | 1:20,284 (53.)   |
| –                                                                 | Lewis Hamilton   | Mercedes                     | 15     | 1      | DNF         | 11    | 1:22,444 (11.)   |
| –                                                                 | Max Verstappen   | Red Bull Racing-Honda RBPT   | 3      | 0      | DNF         | 01    | 1:23,115 (03.)   |
| Fahrer des Tages: Carlos Sainz jr. (38 % der abgegebenen Stimmen) |                  |                              |        |        |             |       |                  |

Anmerkungen
1. ↑  Alonso erhielt eine 20-Sekunden-Zeitstrafe wegen der Auslösung für den Abflug von Russell. Er fiel dadurch von Rang 6 auf 8 zurück.
2. ↑  Gasly erhielt eine Fünf-Sekunden-Zeitstrafe wegen der Überquerung der Linie am Ende der Boxengasse. An seiner Position änderte sich nichts.

## WM-Stände nach dem Rennen
Die ersten zehn des Rennens bekamen 25, 18, 15, 12, 10, 8, 6, 4, 2 bzw. 1 Punkt(e). Zusätzlich wurde ein Punkt für die schnellste Rennrunde vergeben, wenn der betreffende Fahrer unter den ersten Zehn ins Ziel kam.

### Fahrerwertung
| Pos. | Fahrer           | Konstrukteur                 | Punkte |
| ---- | ---------------- | ---------------------------- | ------ |
| 01   | Max Verstappen   | Red Bull Racing-Honda RBPT   | 51     |
| 02   | Charles Leclerc  | Ferrari                      | 47     |
| 03   | Sergio Pérez     | Red Bull Racing-Honda RBPT   | 46     |
| 04   | Carlos Sainz jr. | Ferrari                      | 40     |
| 05   | Oscar Piastri    | McLaren-Mercedes             | 28     |
| 06   | Lando Norris     | McLaren-Mercedes             | 27     |
| 07   | George Russell   | Mercedes                     | 18     |
| 08   | Fernando Alonso  | Aston Martin Aramco-Mercedes | 16     |
| 09   | Lance Stroll     | Aston Martin Aramco-Mercedes | 9      |
| 10   | Lewis Hamilton   | Mercedes                     | 8      |
| 11   | Yuki Tsunoda     | RB-Honda RBPT                | 6      |

| Pos. | Fahrer           | Konstrukteur        | Punkte |
| ---- | ---------------- | ------------------- | ------ |
| 12   | Oliver Bearman   | Ferrari             | 6      |
| 13   | Nico Hülkenberg  | Haas-Ferrari        | 3      |
| 14   | Kevin Magnussen  | Haas-Ferrari        | 1      |
| 15   | Alexander Albon  | Williams-Mercedes   | 0      |
| 16   | Zhou Guanyu      | Kick Sauber-Ferrari | 0      |
| 17   | Daniel Ricciardo | RB-Honda RBPT       | 0      |
| 18   | Esteban Ocon     | Alpine-Renault      | 0      |
| 19   | Pierre Gasly     | Alpine-Renault      | 0      |
| 20   | Valtteri Bottas  | Kick Sauber-Ferrari | 0      |
| 21   | Logan Sargeant   | Williams-Mercedes   | 0      |

### Konstrukteurswertung
| Pos. | Konstrukteur                 | Punkte |
| ---- | ---------------------------- | ------ |
| 01   | Red Bull Racing-Honda RBPT   | 97     |
| 02   | Ferrari                      | 93     |
| 03   | McLaren-Mercedes             | 55     |
| 04   | Mercedes                     | 26     |
| 05   | Aston Martin Aramco-Mercedes | 25     |

| Pos. | Konstrukteur        | Punkte |
| ---- | ------------------- | ------ |
| 06   | RB-Honda RBPT       | 6      |
| 07   | Haas-Ferrari        | 4      |
| 08   | Williams-Mercedes   | 0      |
| 09   | Kick Sauber-Ferrari | 0      |
| 10   | Alpine-Renault      | 0      |